# 第63回天皇杯全日本サッカー選手権大会
第63回天皇杯全日本サッカー選手権大会（だい63かいてんのうはいぜんにほんサッカーせんしゅけんたいかい）は、1983年（昭和58年）12月17日から1984年（昭和59年）1月1日まで開かれた天皇杯全日本サッカー選手権大会である。

## 概要
- 本大会出場は28チーム。

## 出場チーム

### 日本サッカーリーグ1部
- マツダ（32回目）
- 古河電工（20回目）
- 日立製作所（19回目）
- 三菱重工（19回目）
- ヤンマー（16回目）
- フジタ工業（12回目）
- 本田技研（10回目）
- 読売クラブ（9回目）
- ヤマハ発動機（7回目）
- 日産自動車（6回目）

### 北海道
- 札幌大学（9回目）

### 東北
- 福島FC（初出場）

### 関東
- 早稲田大学（21回目）
- 日本鋼管（12回目）
- 富士通（6回目）
- 住友金属工業（4回目）
- 東芝（3回目）

### 北信越
- 新潟イレブン（2回目）

### 東海
- 愛知学院大学（2回目）
- 大協石油（2回目）

### 関西
- 大阪商業大学（10回目）
- 田辺製薬（10回目）
- 大阪体育大学（4回目）
- 松下電器（3回目）

### 中国
- 川崎製鉄水島（2回目）

### 四国
- 帝人（14回目）

### 九州
- 新日本製鐵（27回目）
- 福岡大学（10回目）

## 試合

### 1回戦
- 福島FC 0-5 富士通
- 新日本製鐵 2(PK2-3)2 帝人
- 田辺製薬 1-7 日産自動車
- 読売クラブ 4-0 愛知学院大学
- 早稲田大学 0-2 ヤマハ発動機
- 新潟イレブン 1-9 大阪体育大学
- 日本鋼管 4-0 札幌大学
- 本田技研 4-2 東芝
- 住友金属工業 2-1 日立製作所
- マツダ 5-0 福岡大学
- 松下電器 3-1 川崎製鉄水島
- 大阪商業大学 2-1 大協石油

### 2回戦
- 三菱重工 1-2 富士通
- 帝人 1-4 日産自動車
- 読売クラブ 1-0 ヤマハ発動機
- 大阪体育大学 1(PK1-3)1 フジタ工業
- 古河電工 2（延長）3 日本鋼管
- 本田技研 3-0 住友金属工業
- マツダ 2-0 松下電器
- 大阪商業大学 0(PK2-3)0 ヤンマー

### 準々決勝
- 富士通 0-6 日産自動車
- 読売クラブ 0(PK2-4)0 フジタ工業
- 日本鋼管 2-1 本田技研
- マツダ 2-3 ヤンマー

### 準決勝
- 日産自動車 3-2 フジタ工業
- 日本鋼管 0-1 ヤンマー

### 決勝
- 日産自動車 2-0 ヤンマー